# F-1
L'F-1 è un motore a razzo con ciclo a generatore di gas sviluppato negli Stati Uniti dalla Rocketdyne verso la fine degli anni cinquanta. Fu impiegato nel primo stadio del lanciatore Saturn V nell'ambito del programma Apollo e per la stazione spaziale skylab. L'F-1 è tuttora il motore a camera di combustione singola con la spinta più elevata mai prodotto.

## Storia
A seguito della richiesta da parte della United States Air Force della fornitura di un motore a razzo ad alta spinta, nel 1955 la Rocketdyne promosse lo sviluppo di due motori, l'E-1 e il più grande F-1. Sebbene all'epoca l'E-1 fosse già nella fase di prove al banco, fu ben presto abbandonato per il più potente F-1. L'Air Force, alla fine, non avendo più necessità di un endoreattore di tali prestazioni smise di finanziare il progetto che, però, fu ripreso dalla appena istituita NASA. A capo dei lavori fu posto l'ingegnere Wernher von Braun e i primi test statici dell'F-1 furono condotti nel marzo del 1959. Durante lo sviluppo iniziale l'F-1 mostrò importanti fenomeni di irregolarità di combustione che portavano spesso alla catastrofica distruzione del motore stesso. Per riprodurre il problema in modo prevedibile e controllabile, fu modificata la camera di combustione inserendo piccole cariche esplosive in tubi montati tangenzialmente in modo da simulare le fluttuazioni istantanee di pressione e temperatura che caratterizzavano il (cattivo) funzionamento del motore. Furono così introdotti nuovi tipi di iniettori del combustibile che grazie ad una particolare configurazione permettevano di "ammortizzare" i picchi di pressione stabilizzando così la combustione.

## Tecnica

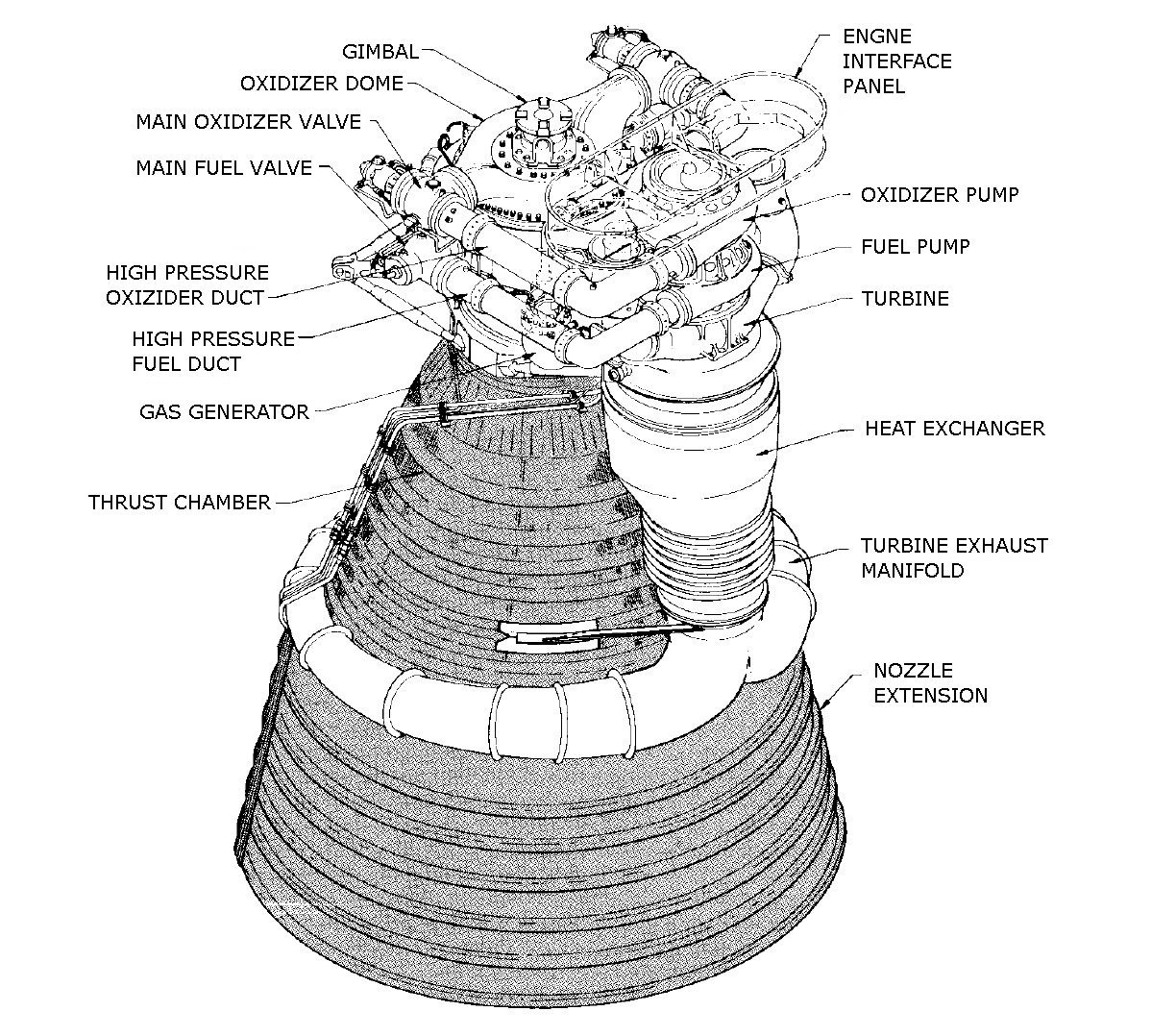
Principali componenti del motore F-1

L'F-1 si compone principalmente di un sistema di alimentazione, una camera di combustione ed un ugello convergente-divergente. Il propellente, costituito da ossigeno liquido ed RP-1 (un tipo di cherosene raffinato a basso contenuto di zolfo), è iniettato in camera di combustione grazie ad una turbopompa da 41 MW. Il motore trasferisce la spinta alla struttura del lanciatore mediante un cuscinetto sferico installato sulla testa della camera di combustione.

### Impianto di alimentazione

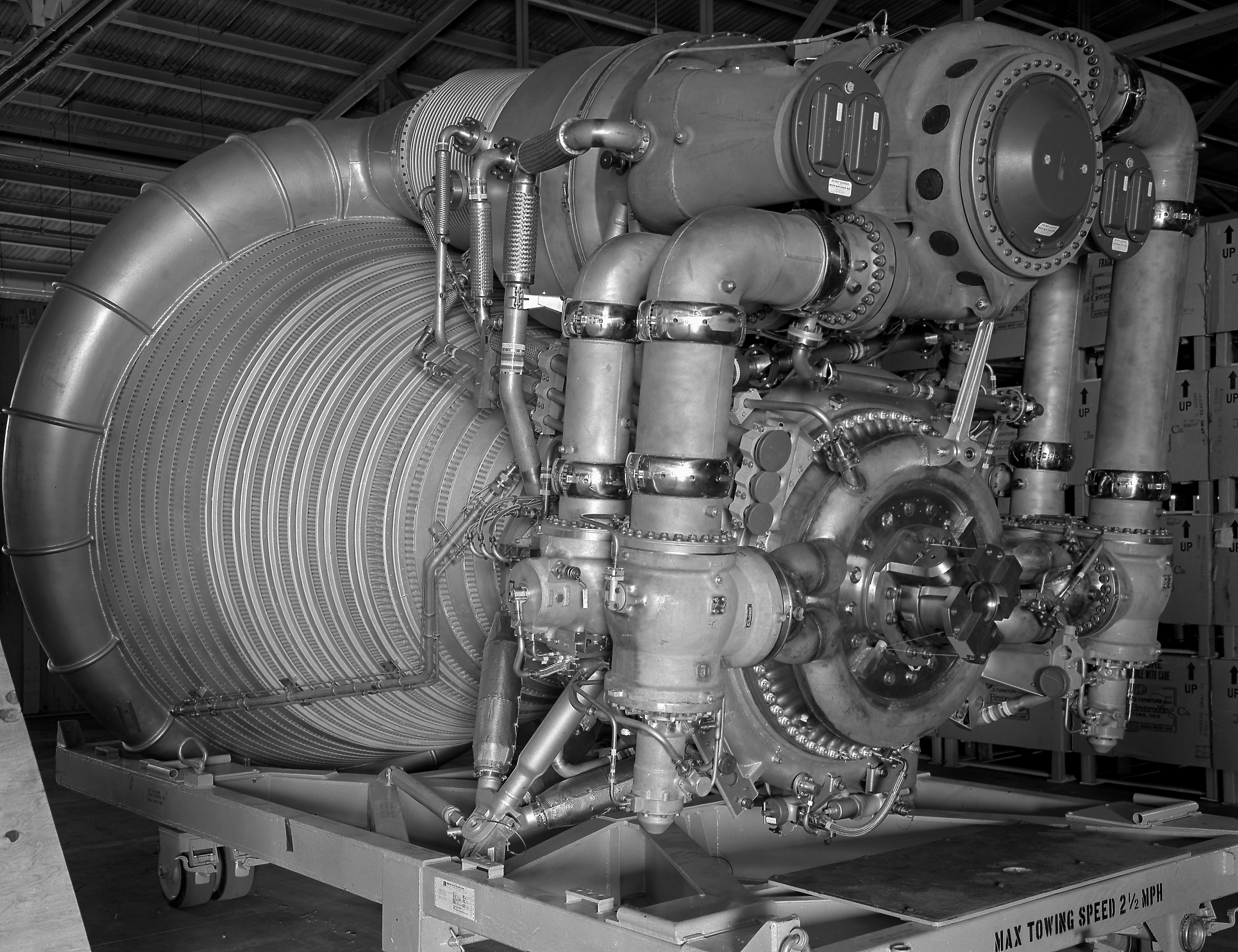
Dettaglio del gruppo di alimentazione.

Le linee provenienti dai serbatoi di ossigeno liquido e RP-1 alimentano (mediante due valvole parzializzatrici) la camera di combustione della turbopompa che è in grado di erogare complessivamente 1565 litri al secondo di ossigeno liquido e 976 litri al secondo di RP-1. Il generatore di gas della turbopompa è dotato di candelette elettriche che consentono l'avviamento della combustione che avviene in eccesso di combustibile in modo da ridurre la temperatura dei gas proteggendo così le pareti del generatore di gas (che non è raffreddato) e la turbina della turbopompa.
L'ossigeno liquido viene iniettato direttamente in camera di combustione, mentre il 70% del combustibile è fatto passare prima in 178 tubazioni nelle pareti dell'ugello e della camera di combustione in modo da raffreddare queste strutture assorbendone (per rigenerazione) il calore.
I gas di scarico espulsi dalla turbina della turbopompa (che ruota a 5500 giri al minuto) sono convogliati in uno scambiatore di calore dedicato al riscaldamento dell'elio e dell'ossigeno necessari alla pressurizzazione dei serbatoi e infine scaricati nella parte finale dell'ugello.

### Camera di combustione

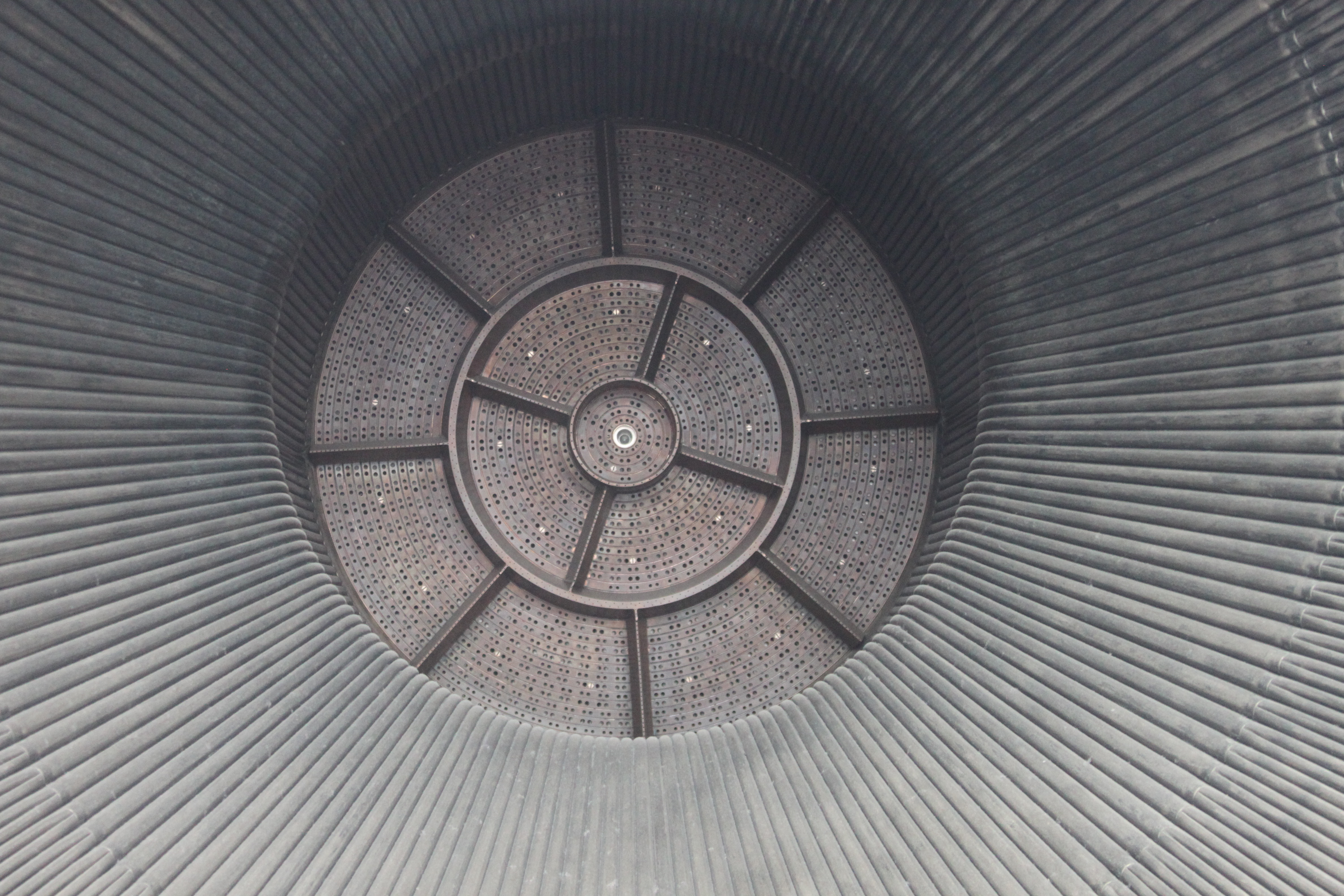
Vista interna della camera di combustione con la piastra contenente gli iniettori (sullo sfondo) e le tubazioni di raffreddamento rigenerativo

La camera di combustione è collegata alla struttura del lanciatore da un giunto cardanico che permetteva ai motori esterni del primo stadio del Saturn V di ruotare (controllando così l'assetto dell'intero vettore) di circa 6 gradi. L'ossigeno liquido è pompato mediante due condotti disposti a 180° attraverso una piastra di distribuzione posta nella parte posteriore della camera di combustione che lo indirizza agli iniettori. Gli iniettori, contemporaneamente, ricevono il combustibile da una tubazione separata e lo nebulizzano in strutture di acciaio inossidabile composte di anelli e paratie disposti in modo tale da rendere omogenea la combustione e smorzare eventuali picchi transitori locali di pressione. La combustione prosegue nella camera le cui pareti sono raffreddate rigenerativamente dall'RP-1. I gas ad alta temperatura (3300 °C) e pressione (6,65 MPa) raggiungono l'ugello dove, espandendosi, generano una spinta (a livello del mare) di circa 6,77 MN.
L'accensione del motore è garantita da una cartuccia contenente un fluido ipergolico che, a contatto con l'ossigeno, si incendia spontaneamente. Al momento dell'accensione, la sovrappressione generata dall'ingresso del propellente in camera di combustione rompe il diaframma frangibile della cartuccia, liberando il fluido in un sistema di iniettori indipendente che innescano la combustione che poi prosegue autonomamente. Il motore, una volta spento, non può essere riacceso.

### Ugello di scarico
I gas di scarico della turbina della turbopompa, dopo essere passati per lo scambiatore di calore, sono immessi nella sezione finale dell'ugello mediante un condotto toroidale traforato. La sezione finale dell'ugello (imbullonata al primo tratto di ugello divergente) aumenta il rapporto di espansione da 10:1 a 16:1 ed è protetta termicamente dal film di gas relativamente freddi (650 °C) provenienti dalla turbina ed immessi uniformemente dal condotto toroidale.

### Accensione

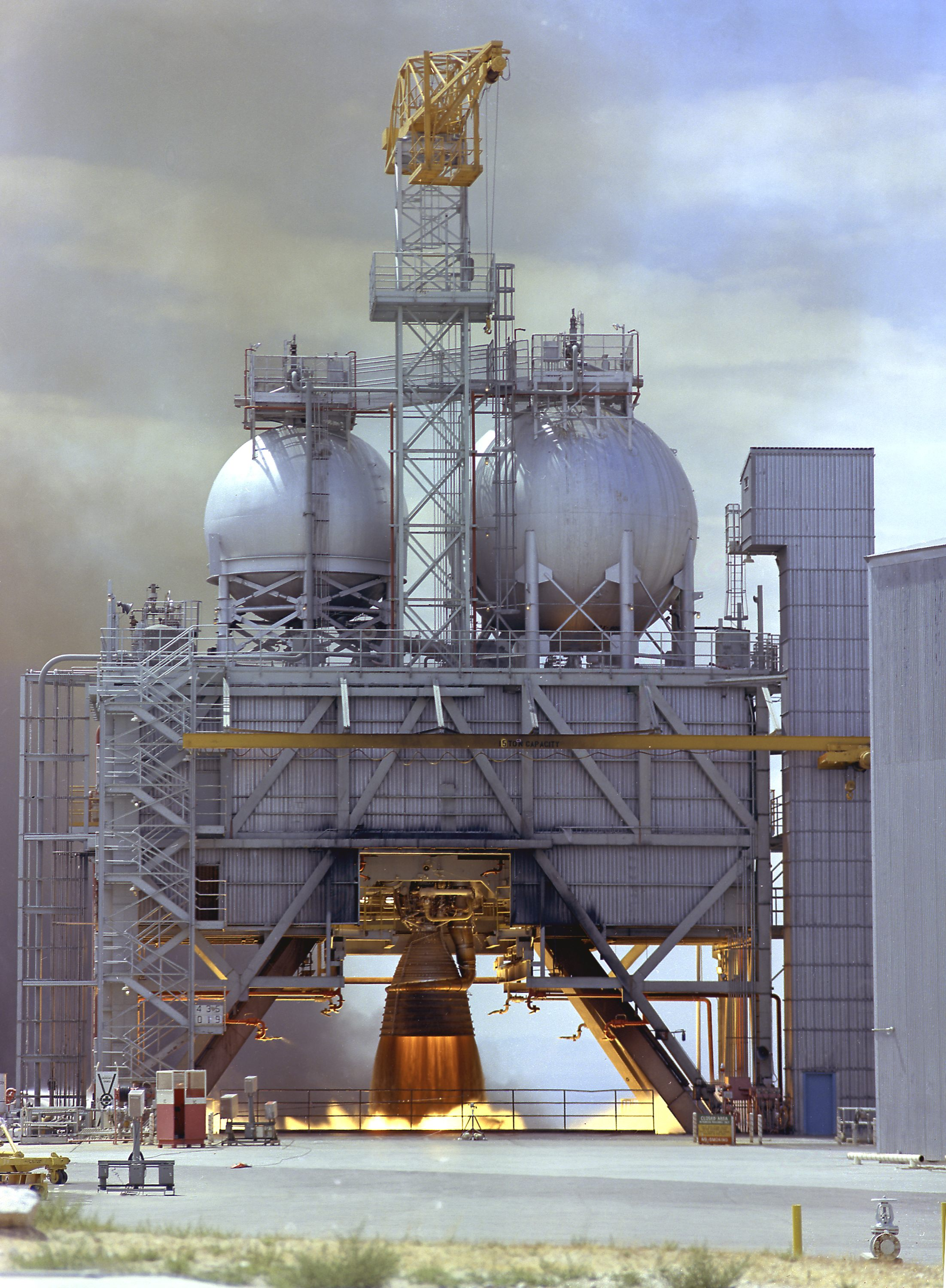
Test di funzionamento statico

L'avviamento del motore necessita di una sorgente esterna di pressione idraulica, un sistema di ignizione del generatore di gas e del fluido ipergolico. La sequenza di accensione prevede l'apertura della valvola della linea idraulica di terra del combustibile che viene immesso nella pompa di bassa pressione del combustibile della turbopompa. Contemporaneamente, si apre la valvola dell'ossigeno liquido che dal serbatoio fluisce nel generatore di gas e nella camera di combustione principale. Mediante candelette elettriche è iniziata la combustione nel generatore di gas della turbopompa che inizia a pompare l'ossigeno nella camera di combustione principale. Via via che la portata e la pressione aumentano, si rompe il diaframma frangibile della cartuccia contenente il fluido ipergolico che brucia a contatto con l'ossigeno. L'aumento di pressione conseguente comanda l'apertura della valvola dell'RP-1 che, immettendosi in camera di combustione si incendia e sostiene la combustione iniziata dal fluido ipergolico che rapidamente si esaurisce. Una volta che la portata della turbopompa e la pressione in camera di combustione raggiungono i valori nominali, viene scollegata l'alimentazione idraulica di terra e si apre la valvola dell'RP-1 contenuto nel serbatoio del lanciatore. I gas caldi generati in camera di combustione sono caratterizzati da un colore rosso brillante, mentre i fumi neri che circondano il getto in uscita all'ugello sono dovuti ai gas di scarico della turbina della turbopompa, prodotti nella combustione (in eccesso di combustibile) nel generatore di gas e poi immessi anularmente a protezione termica dell'estensione dell'ugello di scarico.

### Spegnimento
La sequenza di spegnimento prevede la chiusura delle valvole di alimentazione del generatore di gas, della linea del combustibile e della linea principale dell'ossigeno. Al rapido decrescere della pressione in camera di combustione si apre la valvola di spurgo dell'ossigeno che successivamente si chiude una volta che la pressione si azzera.

## Versioni

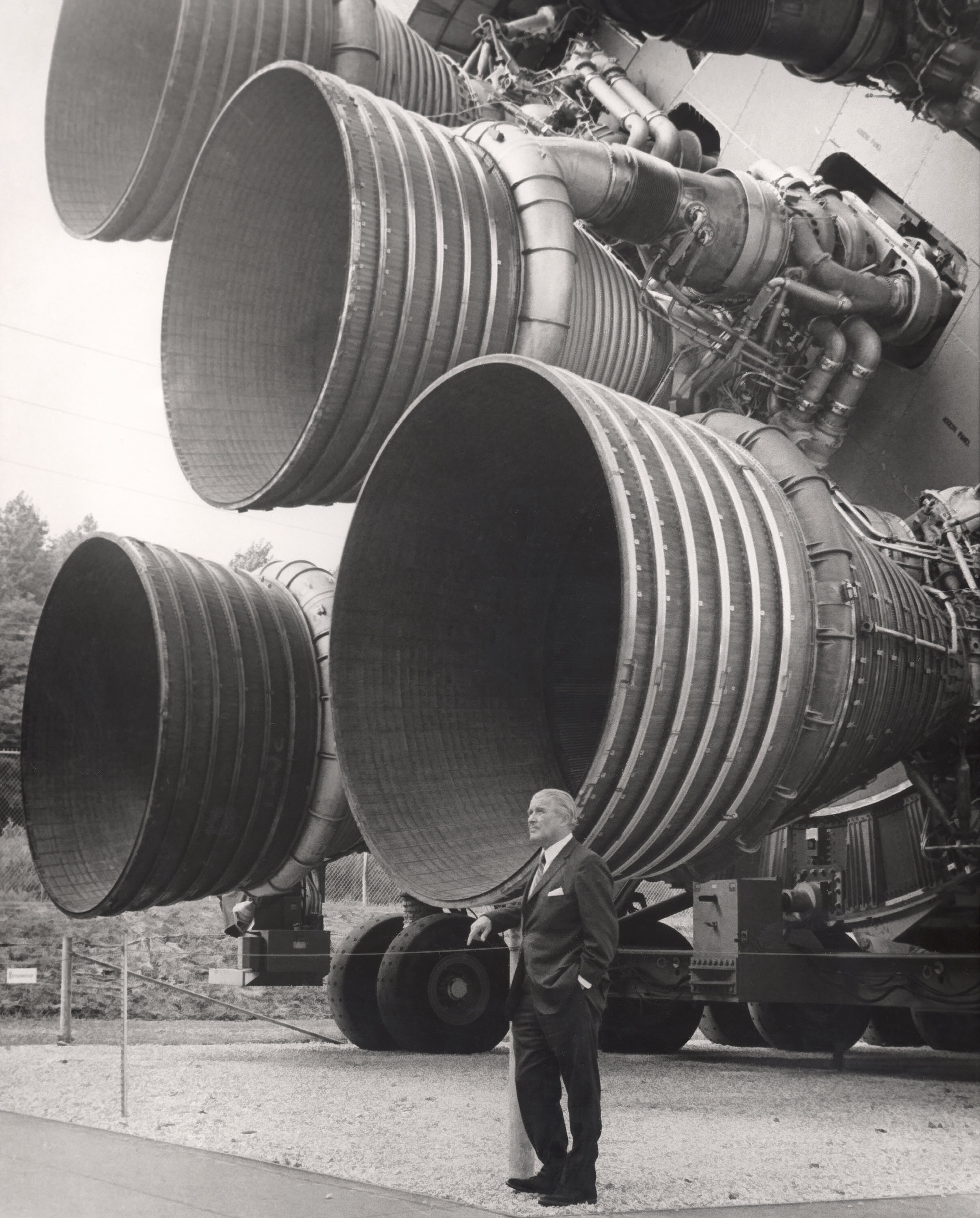
Wernher von Braun accanto agli F-1 montati sul Saturn V

A partire dalla missione Apollo 8, in seguito ai requisiti sul carico utile che nel frattempo era aumentato, fu necessario modificare i motori F-1 incrementandone la spinta che passò da 1 500 000 libbre forza (6,7 MN) delle prime missioni a 1 553 200 libbre forza (6,909 MN) per quella dell'Apollo 15.
Negli anni sessanta, la Pratt & Whitney sviluppò di una versione migliorata (F-1A) dotata di una spinta di 1 800 000 libbre forza (8,0 MN) per equipaggiare lanciatori successivi al Saturn V, ma la linea di produzione dei lanciatori fu chiusa prima della fine del programma Apollo e nessun F-1A andò mai oltre la fase di prova al banco.

### F-1B booster
Nell'ambito del programma della NASA Space Launch System (SLS), fu indetta una gara d'appalto per la costruzione di booster di nuova generazione. Nel 2012, la Pratt & Whitney Rocketdyne propose di impiegare motori derivati dall'F-1 per costruire booster con endoreattori a propellente liquido. Nel 2013, i tecnici del Marshall Space Flight Center provarono un F-1 originale (numero di serie F-6049) sbarcato dall'Apollo 11 per un piccolo malfunzionamento (e da allora non più utilizzato) che era conservato presso lo Smithsonian Institution. I test erano necessari alla NASA a familiarizzare di nuovo con le procedure ed i propellenti dell'F-1 in vista della versione evoluta da impiegarsi nei nuovi lanciatori.
Pratt and Whitney, Rocketdyne e Dynetics proposero per il programma NASA il booster Pyrios, equipaggiato con una coppia di motori F-1B. Con una configurazione di due booster (per un totale di quattro F-1B), l'SLS Block II sarebbe in grado di immettere in orbita bassa fino a 150 tonnellate di carico utile, superando, grazie alla superiore efficienza dei motori a propellente liquido, le 113 tonnellate previste per la configurazione con booster a propellente solido.
L'F-1B ha come specifica di progetto una spinta almeno pari all'F-1A, ma con costi inferiori. Sono previste un minor numero di parti e una camera di combustione notevolmente semplificata. Il sistema di recupero dei gas di scarico della turbina della turbopompa (che nell'F-1 immetteva i gas, anularmente, nell'estensione dell'ugello), è stato semplificato con l'introduzione di un condotto separato esterno all'ugello (più corto) dell'F-1B. Il complicato sistema di tubazioni di raffreddamento che percorrevano la camera di combustione e la prima parte dell'ugello dell'F-1 è stato sostituito da un processo costruttivo che prevede l'accoppiamento di un liner interno con un rivestimento esterno in acciaio inossidabile all'interno dei quali è fatto scorrere il combustibile per il raffreddamento rigenerativo di ugello e camera di combustione. Il motore F-1B dovrebbe produrre una spinta al livello del mare di 1 800 000 lbf (8,0 MN), con un incremento di circa il 15% rispetto alle 1 550 000 lbf (6,9 MN) dei motori F-1 installati sull'Apollo 15.